# Jamprong
Jamprong is een bestuurslaag in het regentschap Tuban van de provincie Oost-Java, Indonesië. Jamprong telt 3566 inwoners (volkstelling 2010).